# Электрические витамины
«Электрические витамины» — торговая марка, под которой фирма «Редокс» (Нижний Новгород, Россия) продаёт ряд товаров — бритвы, акупунктурные иглы, инструменты для электроиглоукалывания, расчёски и зубные щётки, массажные и другие приспособления, лежаки и прочую продукцию. Товары позиционируются фирмой как направленные на замедление старения, улучшение самочувствия и тому подобное. По определению на сайте компании, электрические витамины — «это токи кожно-гальванического происхождения, образующиеся при замыкании низкоомным проводником раздражаемых и не раздражаемых им же рецепторных областей». Реклама торговой марки и заявляемые свойства «электрических витаминов» встретили сильную критику со стороны учёных.

## Научная оценка
Заявленные лечебные свойства «электрических витаминов» не подтверждены клиническими исследованиями ни по международным стандартам, ни по стандартам Минздрава РФ. Документы, приведенные на сайте компании — сертификат соответствия, лицензии и т. д. — не имеют отношения к подтверждению лечебных свойств продукции.
По словам Евгения Андрюшина, председателя правления фонда «Успехи физики», основанного нобелевским лауреатом академиком Виталием Гинзбургом, в 2006 году в рамках проведённого конкурса научно-популярных публикаций этот фонд отметил «Сказку физиков», научно-популярную статью С. Л. Бугрова (гендиректора компании «Редокс») о гальванических явлениях в живом организме. «При этом не было никакой речи о медицинских методиках типа „электрических витаминов“, поскольку сам этот художественно-маркетинговый термин не имеет никакого отношения к физической, биологической или медицинской науке».
Как отмечает доктор физико-математических наук, член-корреспондент РАН Владимир Кочаровский, в рекламе «электрических витаминов» используется околонаучная терминология, а сама реклама вводит «в заблуждение, приписывая товарам качества, которыми те не обладают, или характеризуя товары малосодержательными фразами, создающими иллюзию научности и полезности». Академик РАН Евгений Александров считает, что «фирма „Редокс“ обманывает обывателей, привлекая для этого авторитет науки и, в частности, авторитет покойного академика Гинзбурга». Заместитель директора ИПФ РАН, доктор физико-математических наук Сергей Голубев отмечает, что описание «электрических витаминов» не имеет ничего общего ни с реальными физическими процессами, ни с характеристиками возможного действия продукции компании «Редокс» на организм человека. В открытом письме, подписанном 44 учёными и научными журналистами, критикуются рекламные материалы компании:

В этих текстах использованы лженаучные (то есть, с точки зрения современной науки, бессмысленные) термины — «электрические витамины», «вербально-волновая настройка» и многие другие. Науке неизвестны объекты и явления, которые могли бы быть описаны этими терминами, но лексически они построены так, чтобы создавать у потребителя иллюзию научности и полезности [...]

Владельцы «Редокс», ссылаясь на имеющиеся патенты, для получения которых не требуется научная и медицинская экспертиза, вводят покупателей в заблуждение и используют их неосведомленность для продажи своих изделий, приписывая им качества, которыми те не обладают.— Открытое письмо

## Судебные процессы
В феврале 2012 года в газете «Нижегородский рабочий» была опубликована статья «Большой обман за ваши деньги», в которой критиковалась некорректная с точки зрения науки реклама «электрических витаминов», а также неправомерное использование имени академика Гинзбурга в этой рекламе. После чего компания «Редокс» подала в суд на газету и автора материала Ирину Славину иск о защите чести и деловой репутации. Ущерб от публикации эксперты оценили в 1 млн рублей. В декабре 2012 года суд принял решение частично удовлетворить претензии истца и обязать ответчиков (газету «Нижегородский рабочий» и Ирину Славину) выплатить в пользу истца 20 и 10 тыс. рублей соответственно.

В мае 2013 года руководство фирмы «Редокс» подало иск в отношении Владимира Кочаровского за его публикацию «Наукообразные медицинские сказки приносят доход» в бюллетене «В защиту науки» Комиссии по борьбе с лженаукой РАН. В феврале 2014 года суд частично удовлетворил жалобу истца: 
Признать несоответствующей действительности, порочащей честь, достоинство и деловую репутацию Бугрова Станислава Львовича и деловую репутацию ОАО Нижегородское предприятие «Редокс», распространенную Кочаровским Владимиром Владиленовичем в статье «Наукообразные медицинские сказки приносят доход», опубликованной в бюллетене «В защиту науки», издаваемом Комиссией по борьбе с лженаукой и фальсификацией научных исследовании Российской академии наук, информацию о том, что: «владельцы ОАО „Редокс“ вводят покупателей в заблуждение, приписывая товарам качества, которыми те не обладают».
Глава комиссии РАН по борьбе с лженаукой академик Евгений Александров резко критически высказался об обоих судебных процессах:

Я не знаю, чем можно объяснить успех фирмы в предыдущем суде против местной газеты. Могу только подозревать. Похоже, что решение суда находится в общем русле государственной тенденции на зажим любой критики. Сегодня газета критикует богатую фирму, а завтра будет критиковать правительство! В целом речь идет об отвратительной тенденции наступления на свободу слова.— «Мегавольт против академика»

Типичным примером наглости и агрессии по отношению к рациональной медицине служит попытка судебного преследования директора Института прикладной Физики Владимира Кочаровского со стороны руководителя фирмы REDOX, распространяющей «электрические витамины», за критические высказывания в отношении продукции и публикаций фирмы.— «Гравицапу запустили в обход Фортова, и он ужасно обиделся»
12 августа 2013 года Управление Федеральной антимонопольной службы по Нижегородской области (УФАС НО) признало рекламу «электрических витаминов» ненадлежащей, установив, что приводимые в рекламе «РЕДОКС» сведения о положительном влиянии продукции на здоровье не подтверждены, а использование имени нобелевского лауреата Виталия Гинзбурга в рекламе неправомерно, поскольку «премии удостоена статья, а не рекламируемые товары, о чём можно сделать вывод при прослушивании рекламного сообщения». Арбитражный суд Нижегородской области решением от 22 ноября 2013 года отменил решение УФАС НО, установив, что «Рассмотренное УФАС по Нижегородской области радиосообщение кроме как „творчество и воображение“ охарактеризовать нельзя, в связи с чем оно никакого отношения не имеет к рекламе».